# کوپریانوو
کوپریانوو (به لاتین: Kupriyanovo) یک منطقهٔ مسکونی در روسیه است که در استان آمور واقع شده‌است.